# Rhacophorus tuberculatus
Espèce
Synonymes
- Polypedates tuberculatus Anderson, 1871

Statut de conservation UICN

 DD  : Données insuffisantes
Rhacophorus tuberculatus est une espèce d'amphibiens de la famille des Rhacophoridae.

## Répartition
Cette espèce se rencontre :
- dans le sud du Tibet ;
- en Inde dans les États d'Arunachal Pradesh, du Bengale-Occidental, d'Assam et du Meghalaya.

## Publications originales
- Anderson, 1871 : A list of the reptilian accession to the Indian Museum, Calcutta from 1865 to 1870, with a description of some new species. Journal of the Asiatic Society of Bengal, vol. 40, no 1, p. 12-39 (texte intégral).